# William Roy Hodgson
William Roy Hodgson, né le 22 mai 1892 à Kingston et mort le 24 janvier 1958 à Sydney, était un soldat australien, un fonctionnaire et un diplomate. Ses réalisations notables ont été de participer à la formation de l'Assemblée générale des Nations unies et de représenter l'Australie au niveau international à de nombreuses conférences diplomatiques pendant la Seconde Guerre mondiale, ainsi que d'être membre du comité de rédaction de la Déclaration universelle des droits de l'homme des Nations unies.

## Biographie
William Roy Hodgson naît le 22 mai 1892 à Kingston, Victoria. Il fait ses études à la School of Mines de Ballarat et, en tant que membre de la classe d'origine de 1911, au Royal Military College de Duntroon, Territoire de la capitale australienne. Il est diplômé en 1914, est nommé à la première force impériale australienne et affecté en Égypte avant de combattre dans la campagne de Gallipoli. Il est blessé par un tireur d'élite turc et est supposé mort. Il revient en Australie en 1917 après avoir reçu la Croix de Guerre avec palme.
Il épouse Muriel Daisy McDowell le 18 octobre 1919 à Melbourne. Il était attaché à l'A.M.F. État-major général, quartier général de l'armée, à Melbourne en 1918 et devient chef du renseignement militaire en 1925. Il est promu major le 1er janvier 1926.
Dans ses temps libres, Hodgson acquiert des qualifications en comptabilité et étudie le droit à l'Université de Melbourne, où il obtient un baccalauréat en droit en 1929. Cette année-là, il se détache pendant six mois à la Commission du développement et des migrations.
Il démissionne du service de la défense en 1934 et obtient le grade honorifique de lieutenant-colonel, poursuivant son implication dans le renseignement militaire jusqu'en 1936. En 1934, il devient secrétaire adjoint supervisant cette branche du département du Premier ministre qui s'occupait des affaires extérieures. En 1935, Hodgson est nommé secrétaire du ministère des Affaires extérieures. En tant que conseiller aux affaires étrangères, il assiste à la Conférence impériale de 1937 à Londres. Au moment de sa démission à la tête du département en 1945, il a largement contribué au développement d'un service diplomatique professionnel.

## Diplomatie et implication aux Nations Unies
En 1945, Hodgson est haut-commissaire par intérim au Canada et est ensuite nommé ambassadeur en France. Cette année-là, il assiste également à la Conférence des Nations unies sur l'organisation internationale à San Francisco et est chef de la délégation australienne à la Commission préparatoire des Nations unies à Londres. Il est également délégué australien à la première Assemblée générale, tenue à Londres en 1945-1946, et représentant australien au Conseil de sécurité et à la Commission des droits de l'homme. Il est également délégué australien aux traités de paix de Paris en 1947.
En 1946, l'ONU crée la Commission des droits de l'homme et le colonel Hodgson apporte une contribution importante. Eleanor Roosevelt assume la présidence de la Commission et se charge de rédiger la Déclaration universelle des droits de l'homme, Hodgson étant impliqué dans ce comité. Il est particulièrement intéressé par l'application des droits de l'homme et plaide pour un tribunal international pour le dépôt des plaintes. À titre d'alternative, Hodgson a proposé que la déclaration soit juridiquement exécutoire, ce qui n'était pas une priorité pour les autres membres du comité.
En 1947, Hodgson est nommé chef de la mission australienne auprès des Nations unies à New York et a également représenté l'Australie à la Commission de l'énergie atomique des Nations unies. En 1948, il est représentant à la Commission des Nations unies sur les Balkans, ainsi que représentant au Conseil économique et social et délégué à l'Assemblée générale des Nations unies. Il continue à siéger dans des commissions et des délégations jusqu'à sa nomination à la tête de la mission australienne au Japon et en tant que représentant du Commonwealth britannique au Conseil allié pour le Japon.
En 1949, il est nommé haut-commissaire en Afrique du Sud et y reste jusqu'en 1956, retournant en Australie pour prendre sa retraite en 1957.
Hodgson est nommé Officier de l'Ordre de l'Empire britannique en 1934 et Compagnon de l'Ordre de Saint-Michel et Saint-Georges en 1951.